# 陳迪 (宣城)
陳廸（ちん てき、生年不詳 - 1402年）は明初の官僚。字は景道（けいどう）、寧国府宣城県（現在の安徽省宣城市）の人。

## 生涯
経書に通じていることから推薦され、侍講となる。洪武24年（1391年）、都を出て山東左参政の任に着き、徳政を敷いた。4年後の洪武28年（1395年）には雲南右布政使に抜擢され、さらに3年後の洪武31年（1398年）には礼部尚書となった。建文2年（1400年）には礼部尚書として知貢挙に任命され、翌3年（1401年）には太子少保をも務めた。
しかし建文4年（1402年）に起こった靖難の変で永楽帝が帝位を簒奪すると、建文帝旧臣への弾圧が始まった（壬午殉難）。陳迪も「奸臣」の一味として、息子の陳風山、陳丹山らとともに凌遅刑に処され、妻も縊死したが、生後5ヶ月の嬰児であった陳珠だけは死を免れた。この時、永楽帝は陳迪の息子の耳を切り取って炒めたものを陳迪の口にねじ込ませた。そしてその味を尋ねたところ、陳迪は「忠臣の息子の肉は甘美なことこの上ありませんな」と答えたという逸話がある。陳迪らの遺体は使用人が埋葬した。その他親族180人余りも廷杖のうえ流刑とされた。
瞿景淳は「瞿昆湖太史賛」で陳迪を大いに賛美した。また、成化年間になると寧国府の知府であった塗観が祠を建てて陳迪を祀った。南明の弘光元年（1645年）には太保を追贈された。
末裔にあたる陳鼎は、弘治年間の進士となった。

### 書籍
- 『明史』巻141
- 『国朝列卿紀』巻39
- 『罪惟録列傳』巻12上
- 『国朝献徵録』巻33